# Układ izolacyjny
Układ izolacyjny (ang. insulation system) – zespół materiałów elektroizolacyjnych o właściwościach, wymiarach i kształtach dostosowanych do spełniania wymaganych zadań w części lub całości urządzenia elektrycznego.
Bardziej ogólną definicja układu izolacyjnego podaje norma, w której za układ izolacyjny uważa się całość eksploatowanej struktury przestrzennej, składającej się z izolacji i zacisków (zacisk układu izolacyjnego). Układ obejmuje więc wszystkie elementy (izolacyjne i przewodzące), które mogą mieć wpływ na jego wytrzymałość elektryczną.

## Konfiguracje układów izolacyjnych
Rozróżnia się następujące konfiguracje układów izolacyjnych:
- trójfazową – z trzema zaciskami fazowymi oraz jednym zaciskiem neutralnym i jednym uziemiającym,
- faza-ziemia – gdy w układzie izolacyjnym nie uwzględnia się zacisków dwóch faz z wyjątkiem szczególnych przypadków (np. zacisk neutralny jest uziemiony),
- międzyfazową – gdy w układzie trójfazowym nie uwzględnia się jednego z zacisków fazowych, a niekiedy również zacisków neutralnych i uziemiających,
- wzdłużną – z dwoma zaciskami fazowymi i jednym uziemiającym, przy czym zaciski fazowe należą do tej samej fazy rozdzielonej chwilowo na dwie niezależne części (cztery zaciski w dwóch pozostałych fazach nie są uwzględniane lub są uziemione).

## Rozwiązania konstrukcyjne
Rozwiązania konstrukcyjne układów izolacyjnych występujących w elektroenergetyce są wprawdzie bardzo zróżnicowane, ale w ogólnym ujęciu można je podzielić na:
- układy izolacji powietrznej, do których należą odstępy powietrzne doziemne i międzyfazowe (nie zawierające izolatorów) oraz odstępy powietrzne między okuciami izolatorów liniowych, stacyjnych i aparatowych;
- układy izolacji bezpowietrznej, do których należą różnego rodzaju odstępy izolacyjne bezpowietrzne wewnątrz obudów, kadzi lub osłon izolatorów przepustowych, kabli, kondensatorów, transformatorów, generatorów i różnych aparatów elektrycznych.

Powyższy podział jest umowny, a niektóre rozwiązania konstrukcyjne można zaliczyć jednocześnie do obydwu grup. Typowym tego przykładem jest przepust aparatowy, na przykład transformatorowy lub generatorowy. Część przepustu znajdującą się poza kadzią (obudową) należy zaliczyć do kategorii izolacji powietrznej, ale we wnętrzu górnej i dolnej osłony izolacyjnej znajdują się elementy rozbudowanej izolacji wewnętrznej, która na ogół decyduje o poprawnej pracy przepustu.
Postać rozwiązania konstrukcyjnego układu izolacyjnego zależy w dużym stopniu od rodzaju sieci elektroenergetycznej (napowietrzna, kablowa) lub urządzenia w stacji elektroenergetycznej, a ponadto od współrzędnych możliwości produkcyjnych, technologicznych i warunków eksploatacyjnych.

## Cechy konstrukcyjne
Każdemu układowi izolacyjnemu można przypisać cztery podstawowe cechy konstrukcyjne: geometryczne, materiałowe, jakościowe i niezawodnościowe. 
Cechy geometryczne, czyli kształt i zestaw charakterystycznych wymiarów, należą do klasy struktur zewnętrznych. Umiejętna modyfikacja tych cech w procesie kształtowania ma często większe znaczenie niż inne właściwości techniczne. Wynika to między innymi z dążenia do uzasadnionego ograniczania nierównomierności pola elektrycznego w przestrzeni międzyelektrodowej. Cechy geometryczne warunkują zazwyczaj możliwość poprawnego działania układu izolacyjnego w zadanych warunkach pracy, natomiast cechy materiałowe decydują o skuteczności i długotrwałości jego działania. 
O jakości materiałów decydują z kolei surowce i parametry technologiczne, związane z procesami ich przetwarzania. Postępy w wysokonapięciowej technice izolacyjnej zależą w znacznej mierze od możliwości praktycznego stosowania materiałów o jak najlepszych cechach użytkowych i technologicznych, pozwalających na ich łatwe przetwarzanie.
Przez jakość rozumie się zespół cech układu izolacyjnego, które warunkują jego zdolność do spełnienia określonego przeznaczenia użytkowego. Mierzyć można jedynie znaczenie określonych cech jakościowych, zależnie od kryteriów związanych z okolicznościami użytkowania układu i wymagań stawianych przez użytkowników. Najważniejszymi cechami jakościowymi układu izolacyjnego są: wytrzymałość elektryczna, wytrzymałość mechaniczna, stratność dielektryczna, ciepłoodporność oraz trwałość i funkcjonalność.
Niezawodność jest własnością polegającą na spełnieniu przez układ izolacyjny założonych zadań technicznych w określonych warunkach i zadanym przedziale czasu. Miarą niezawodności układu izolacyjnego - jako stopnia pewności jego skutecznego działania zgodnie z ustalonymi kryteriami jakościowymi i wynikającym stąd zbiorem stanów sprawności - jest albo prawdopodobieństwo bezawaryjnej pracy w zadanym przedziale czasu (izolacja zewnętrzna), albo średnia trwałość (izolacja wewnętrzna). Niezawodność układów izolacji zewnętrznej i wewnętrznej jest opisywana za pomocą różniących się od siebie charakterystyk. Wynika to stąd, że izolacja wewnętrzna urządzeń i aparatów elektroenergetycznych jest zazwyczaj wykonana z materiałów stałych lub ciekłych, które są podatne na procesy powodujące powolną degradację ich właściwości. W przeciwieństwie do większości układów izolacji zewnętrznej nie uszkadzają się one nagle, ale dochodzą stopniowo do umownego stanu niezdatności, czyli tracą zdolność do dalszego wykonywania swoich zadań.